# Литц, Герман

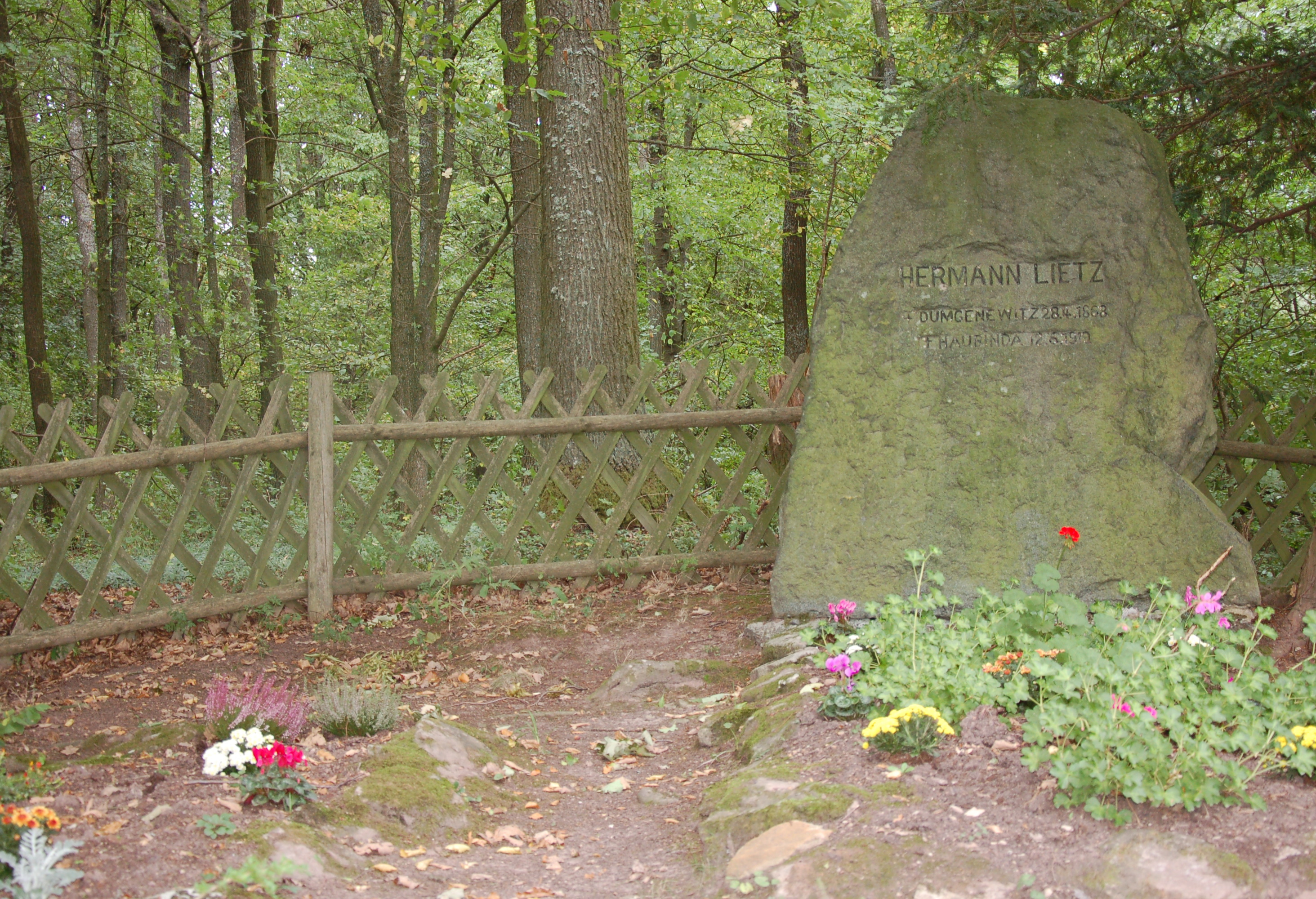
Могила Германа Литца в Гаубинди

Герман Литц (нем. Hermann Lietz; 28 апреля 1868 — 12 июня 1919, Гаубинда) — классик немецкой педагогики; один из сторонников «нового воспитания». Последователь Жан-Жака Руссо и Й.Г. Песталоцци.

## Деятельность
Литц основал систему частных сельских воспитательных домов. Эти интернаты должны были воспитывать «духовную элиту», способную противостоять разрушительному человеческому духу действительности. Характерными особенностями этих школ были:
- нравственно-гражданское воспитание как основа деятельности школы;
- свободный учебный план, построенный на трудовом принципе в широком его понимании[6].

Среди учебных предметов Литц особое внимание уделял изучению национальной истории, литературы и искусства. Кроме этого, в этих домах широко использовался физический труд как важнейшее средство оздоровления духа и тела.
Практика деятельности школ, созданных Литцем, способствовала преодолению авторитарности в учебно-воспитательном процессе, была направлена на избежание давления на ребенка, формализма в образовании, то есть на реализацию идей реформаторской педагогики.

## Критика
Литц критиковал немецкие средние школы за перегруженность программ книжными знаниями, а также за одностороннее увлечение преподавания иностранных языков и математики.